# ایوان پاورویچ
ایوان پاورویچ (انگلیسی: Ivan Paurević؛ زادهٔ ۱ ژوئیهٔ ۱۹۹۱) بازیکن فوتبال اهل کرواسی است.
از باشگاه‌هایی که در آن بازی کرده‌است می‌توان به باشگاه فوتبال هادرزفیلد تاون، باشگاه فوتبال فورتونا دوسلدورف، باشگاه فوتبال اوفا، و باشگاه فوتبال اس‌وی زاندهاوزن اشاره کرد.
وی همچنین در تیم‌های ملی فوتبال Croatia national under-19 football team و زیر ۲۱ سال کرواسی بازی کرده‌است.